# Waldemar Espinoza Soriano
Valdemar del Socorro Espinoza Soriano, algunas veces llamado también Waldemar (Cajamarca, 6 de junio de 1936) es un historiador, etnólogo y docente universitario peruano especialista en historia andina prehispánica y virreinal. Es profesor emérito de la Universidad Nacional Mayor de San Marcos.

## Biografía
Su infancia la transcurrió en contacto con el mundo del campesinado, ya que su madre se desempeñaba como maestra dentro del área rural.
Sus estudios secundarios los realizó en el Colegio Nacional San Ramón de su ciudad natal (1948-1952). Los tempranos indicios que mostraba por los estudios históricos se manifestaron cuando, aun siendo alumno del plantel y basándose en la historia del mismo, escribió su primer artículo, el cual se publicó en la revista oficial de la institución. A su vez, basándose en los cuentos, mitos y leyendas que desde niño gustaba escuchar de sus mayores, escribió su Historia de Cajamarca, la cual reflejaba muchos elementos tradicionales del relatar histórico mítico propio de los Andes.
Asiduo concurrente a museos y monumentos históricos, solía también frecuentar las notarías de su ciudad natal, en las cuales tuvo sus primeros contactos con documentos coloniales, de la lectura los cuales obtuvo un temprano manejo de las técnicas paleográficas.
Concluidos sus estudios escolares, se trasladó a Lima, donde realizó sus estudios superiores.

### Estudios universitarios
Waldemar Espinoza llegó a Lima en 1953. Ese año postuló e ingresó a la Facultad de Letras de la Universidad Nacional Mayor de San Marcos. Allí, en los años de estudios integrados, compartió aulas con Mario Vargas Llosa, Luis Guillermo Lumbreras, Duccio Bonavia, Rosa Fung Pineda, Hugo Neira y José María Arguedas, entre otros; además de entrar en contacto con alumnos de años superiores como Tom Zuidema y Pablo Macera.
De los maestros que tuvo, son dos los que destacan en el aprecio de Waldemar Espinoza: Raúl Porras Barrenechea y Luis E. Valcárcel. Del primero, obtuvo una considerable inclinación por el estudio de las fuentes. Del segundo, el interés por el estudio del mundo andino. La conjunción de ambas escuelas dio como fruto su dedicación a los estudios etnohistóricos.
Con la tesis Rebeliones y alborotos indígenas y mestizos en la sierra septentrional durante el Perú virreinal (1756-1821) obtuvo el grado de bachiller (7 de octubre de 1957).

### Estancia en Sevilla
Gracias al apoyo que obtuvo de sus maestros Porras y Valcárcel, Waldemar Espinoza obtuvo, siendo alumno de la Universidad de San Marcos, dos becas para realizar investigaciones en el Archivo General de Indias en Sevilla, proporcionadas por el Instituto de Cultura Hispánica y el Instituto de Estudios Andinos de Nueva York.
Así, en 1958, emprendió viaje a España. Durante los 4 años que duró su estadía en la península ibérica, Waldemar Espinoza entró en contacto con historiadores como Miguel Maticorena Estrada y Guillermo Lohmann Villena, además de recibir la visita de investigadores como John Murra.
Pero sin duda lo más destacable de su estancia en el Archivo de Indias fue el trascendental descubrimiento que realizó de las Informaciones de los curacas huancas Felipe Guacrapáucar y Francisco Cusichaca, las cuales permitieron demostrar científicamente la colaboración de las etnias andinas en la destrucción del Tawantinsuyo.
Colmado de datos, Waldemar Espinoza emprendió el regreso al Perú, donde lo esperaba un contrato con la Universidad de San Marcos para dedicarse a la investigación histórica.

### Labor docente en el Perú
A su regreso al Perú en 1962, Waldemar Espinoza encontró una realidad distinta a la que esperaba. La salida de sus dos grandes maestros y amigos de San Marcos (Porras había fallecido hacía dos años y Valcárcel había sido jubilado) hicieron inviable su deseo de reintegrarse a la universidad decana de América.
Sin embargo, la estatización de la Universidad Comunal del Centro le presentó una inesperada oferta. La convertida en Universidad Nacional del Centro convocó un concurso de profesores en la cual Waldemar Espinoza decidió participar. Sólo había un pequeño inconveniente: un requisito para postular era poseer grado de Doctor, el cual él no poseía.
Así, haciendo uso de la información que había acumulado en Sevilla, realizó en tan solo 8 días su tesis doctoral la cual tituló El Alcalde mayor en el Virreinato del Perú (20 de abril de 1962). El ya doctor Waldemar Espinoza ganó entonces el concurso, gracias al cual pasó a formar parte de la plana docente de la Universidad Nacional del Centro, en la cual además fue decano de la Facultad de Educación y Ciencias Humanas (1965-1966); director universitario de evaluación y servicios académicos (1969-1972); y vicerrector (1972-1973).
Sin embargo, la ausencia en Huancayo de las bondades culturales que poseía la capital (congresos, publicaciones, etc.) lo motivaron a regresar a Lima, tras trece años de permanencia en el valle del Mantaro.
En 1975 se produjo un inesperado e insólito concurso público gracias al cual Waldemar Espinoza se reintegró a la Universidad de San Marcos como auxiliar de cátedra. Con posterioridad asumió los cursos de Fuentes Históricas, Historia General del Perú y Etnohistoria Andina que en un momento fueran de sus maestros Porras y Valcárcel.

### Actualidad
Fue profesor principal de la Escuela Académica Profesional de Historia de la Facultad de Ciencias Sociales de la Universidad Nacional Mayor de San Marcos, habiendo tenido a su cargo los cursos de Visión Histórica del Perú, Historia del Perú pre-hispánico e Historia Andina. Entre 2007 y 2010 fue director de la Escuela de Postgrado de la Facultad de Ciencias Sociales (UNMSM) y entre 2010 y 2012 fue Decano en la misma casa de estudios.
Asimismo, efectúa labor docente en la Universidad Nacional Federico Villarreal, en la Escuela Profesional de Historia de la Facultad de Humanidades. Los cursos que tuvo a su cargo fueron: Seminario de Tesis, Etnohistoria e Historia del Perú II: Conquista y Colonia.
Es miembro de la Société des Américanistes de París, del Instituto de Estudios Andinos de la Universidad de Berkeley, de la Academia Nacional de Historia de Ecuador, de la Sociedad Geográfica de Lima, del Centro de Estudios Histórico-Militares del Perú, del Instituto de Investigaciones Históricos-Sociales de la Universidad Nacional Mayor de San Marcos, entre otras instituciones.

## Obras destacadas

### La destrucción del imperio de los incas
La destrucción del imperio de los incas, subtitulada: «La rivalidad señorial y política de los curacazgos andinos», fue publicada en 1973
, y desde entonces ha merecido varias ediciones. El autor parte de la siguiente interrogante ¿cómo fue posible que un imperio de millones de habitantes sucumbiera ante 160 conquistadores españoles y sus caballos? Comienza por hacer un recuento de las teorías tradicionales que atribuían el triunfo español a las siguientes razones: la superioridad militar y tecnológica de los españoles (el hierro, armas de fuego, los caballos); la supuesta superioridad racial del europeo frente al hombre andino; la ayuda divina con que contaban los españoles por ser portadores de la religión verdadera (el cristianismo); la guerra civil entre Huáscar y Atahualpa, que debilitó al imperio; el absolutismo exagerado del Estado Inca, que había convertido a sus súbditos en prácticamente autómatas, de modo que caído el líder, todo se venía abajo. 
Waldemar rechaza de plano la teoría racial y religiosa, y concede a las demás argumentos solo una importancia secundaria; para él, una de las causas fundamentales fue el apoyo que las diversas etnias sometidas por los incas concedieron al invasor, apoyándolos, no solo con auxiliares de guerra, sino con abastecimientos, cargadores, mujeres, etc. De entre esas etnias, que sumaban unas 200, destacan los huancas, los chachapoyas y los cañaris, quienes ansiaban por liberarse del despotismo de los incas y vengarse de estos. 
La obra se concentra en la ayuda dada por la nación huanca, del valle del Mantaro, en la sierra central del Perú, a las huestes hispanas. El punto de partida para la tesis del autor fue el descubrimiento en el Archivo General de Indias de las Informaciones de los curacas huancas don Felipe Guacrapáucar y don Francisco Cusichaca, en la que estos, a nombre de las tres parcialidades huancas, daban un informe detallado del apoyo que habían dado a los españoles desde 1533 hasta 1560.
Sin embargo, esta postura viene siendo fuertemente criticada en tiempos modernos debido a una cantidad de incongruencias entre la tesis de Soriano y los hallazgos arqueológicos-etnohistóricos. Por ejemplo, la falta de evidencia que indique una cohesión política y étnica preincaica que diera validez a la teoría de un "reino/nación huanca", la errónea interpretación de los huancas como "traidores" a los indígenas y sumisos a los españoles, los vínculos colaborativos que existían entre los nobles huancas e incas, la equivocación de unificar en un rígido binarismo monótono determinados bandos (incas vs españoles y aliados), la imprudencia de apreciar a los huancas como un frente unificado sin contemplar las ambiciones particulares de cada parcialidad e incluso de cada curaca, etc. 
Por ende, la obra está influenciada por matices políticos que perseguían el objetivo de fomentar una nueva identidad e impulso moral en el Valle del Mantaro, especialmente en la naciente Huancayo-

### Los incas
Los incas, subtitulada: «Economía, Sociedad y Estado en la era del Tahuantinsuyo», fue publicada en 1987. Es una obra rigurosamente documentada, que trata sobre los incas y el Tahuantinsuyo, en el marco del desarrollo histórico de la sociedad andina. Incide en el marco ecológico, el contexto étnico del Cusco preinca, el origen de la etnia inca y la constitución histórica del Estado del Tahuantinsuyo, que apenas duró menos de un siglo (entre los siglos XV y XVI). Luego abarca la organización del ayllu, la vida cotidiana del campesino o hatunruna, la organización social, el sistema administrativo y el desarrollo cultural de los incas (tecnología, arte, ciencias, literatura y religión). Es de resaltar el enfoque que da a la teoría del origen puquina (tiahuanaco) de los incas. Desentraña el carácter de las llactas o centros urbanos incaicos (“ciudades”) y la verdadera función de Machupicchu, que en realidad era una llacta llamada Picchu. Así como ofrece por primera vez un esclarecimiento de las relaciones de dominación existentes en el imperio.

## Publicaciones
La obra de Waldemar Espinoza es realmente vasta. Sus artículos, tanto en revistas como en periódicos, se cuentan por cientos. Sus libros publicados son los siguientes:
- 1964: Pedro Cieza  de León. Biblioteca hombres del Perú. Tomo XII. Segunda Serie. Editorial Universo. Lima, 65 pp.
- 1964: Biografía de Garci Diez de San Miguel, Corregidor y Visitador de Chucuito. Visita hecha a la provincia de Chucuito por Garci Diez de San Miguel en el año de 1567. Lima. Talleres Gráficos Quiro S.A., pp. 371-417 (la trascripción paleográfica de la visita corrió a cargo de Waldemar Espinoza).
- 1967: Bolívar en Huancayo (1824). Concejo Provincial de Huancayo. Inspección de Cultura. Huancayo (talleres de la Compañía de Impresiones y Publicidad S.A. Lima-Perú). 206 pp.
- 1969: Lurinhuayla de Huacjcra: Un ayllu y un curacazgo huanca. Publicaciones de la Casa de la Cultura. Huancayo-Perú. (Talleres de la Voz de Huancayo). 115 pp.
- 1971: Los Huancas aliados de la conquista. Tres informaciones inéditas sobre la participación indígena en la conquista del Perú. 1558-1560-1561. Universidad Nacional del Centro del Perú. Huancayo. (Talleres Gráficos P. L. Villanueva S.A. Lima. Sobretiro). 418 pp.
- 1972: Copacabana del Collao. Un documento de 1548 para la etnohistoria andina, en el Bulletin de l'Institut Français d'Études Andines, pp. 1-16.
- 1973: Historia del Departamento de Junín. Editor Enrique Chipoco Tovar. Huancayo. Imprenta San Fernando. 395 pp.
- 1973: La destrucción del Imperio de los Incas. La rivalidad señorial y política de los curacazgos andinos. Retablo de Papel Ediciones. Lima, 295 pp. Ídem 1977 (Segunda edición). Ídem 1981 (Tercera edición). Ídem 1986 (Cuarta edición). Ídem 1990 (Quinta edición).
- 1974: Los señoríos étnicos del valle de Condebamba y provincia de Cajabamba. Etnihistoria de las Huarancas de Llucho y Mitmas. Siglos XV – XX. Universidad Nacional del Centro del Perú. (Talleres Gráficos P. L. Villanueva S.A. Lima. Sobretiro). 375 pp.
- 1978: Los modos de producción el imperio de los Incas. Compilación. Editorial Mantaro-Grafital Editores. Lima. 390 pp. (En este libro se incluyen tres artículos de Waldemar Espinoza). Segunda Edición. Lima 1981. Tercera Edición, Lima 1985. Cuarta Edición, Lima 1989.
- 1978: Huaraz: Poder, Sociedad y economía en los siglos XV y XVI. Reflexiones en torno a las visitas de 1558,1594 y 1712. Universidad Nacional Mayor de San Marcos. Seminario de Historia Rural Andina. Lima, 165 pp.
- 1983: Historia del Perú. 1.º Grado de Educación Secundaria. Autorizado para su uso por la Segunda Transitoria de la R.M. 0214-81-ED. Amaru Editores, Lima; 184 pp. y 96 ilustraciones. Segunda Edición: Lima 1984. Tercera Edición: Lima 1985. Cuarta Edición: Lima 1986. Quinta Edición: Lima 1987. Sexta Edición: Lima 1988. Séptima Edición: Lima 1989.
- 1983: Los Cayambes y Carangues. Siglos XV-XVI. El testimonio de la etnohistoria. Colección Pendoneros. Instituto Otavaleño de Antropología. Centro Regional de Investigaciones. Editorial Gallo Capitán. Otavalo. Dos volúmenes de 465 y 447 pp. respectivamente.
- 1984: Historia del Perú. 2.º Grado de Educación Secundaria. Lima. Amaru Editores. 199 pp. y 131 grabados. Segunda Edición: Lima, 1985. Tercera Edición: Lima, 1986. Cuarta Edición: Lima, 1987. Quinta Edición: Lima 1988. Sexta Edición: Lima 1989.
- 1987: Los incas. Economía, sociedad y Estado en la era del Tawantinsuyo. Amaru Editores. Lima, 500 pp. Segunda Edición: Lima 1990. Tercera Edición: Lima 1997.
- 1987: Artesanos, transacciones, monedas y formas de pago en el mundo andino. Siglos XV y XVI. Banco Central de Reserva del Perú. Lima Tomo I: 212 pp.; y Tomo II: 236 pp. (Obra galardonada por la Sociedad Numismática española Conde Garriga. Barcelona, 1988).
- 1988: Etnohistoria Ecuatoriana. Estudios y documentos. Ediciones Abya-Ayala. Quito-Ecuador. 396 pp. Segunda Edición: Quito 1999.
- 1988: Los Cayambes y Carangues. Siglos XV y XVI. El testimonio de la etnohistoria. Colección Curiñan. Instituto Otavaleño de Antropología. (Quito. Editorial Nuestra América). Tres volúmenes. Tomo I: 354 pp. Tomo II: 240 pp. Tomo III: 181 pp.
- 1994: La fuerza de la verdad. Historia de la peruanidad de Jaén de Bracamoros. Banco Central de Reserva del Perú. Fondo Editorial. Lima. 584 pp. (Contiene 90 grabados).
- 1995: La civilización Inca. Economía, sociedad y Estado en el umbral de la conquista hispana. Presentación del profesor Manuel Ballesteros Gabrois. Colegio Universitario. Ediciones Istmo. Madrid, 524 pp. (Ilustraciones).
- 1997: Virreinato peruano. Vida cotidiana, instituciones y cultura. III. Biblioteca Básica Peruana. Biblioteca Nacional del Perú. Lima, 500 pp. (Ilustraciones).
- 2003: Juan Pérez de Guevara y la Historia de Moyobamba. Siglo XVI. Derrama Magisterial. Fondo Editorial. Lima. 300 pp.
- 2003: Abraham Valdelomar en Cajamarca. 1918. Universidad Ricardo Palma. Editorial Universitaria. Lima - Perú. 200 pp.
- 2003: Temas de etnohistoria boliviana. Una edición de Producciones Cima. La Paz – Bolivia, 2003. 552 pp.
- 2006: La etnia Guayacundo en Ayabaca, Huancabamba y Caxas. Siglos XV–XI. Instituto de Ciencias y Humanidades. Fondo Editorial Pedagógico San Marcos. Lima, 310 pp.
- 2006: Bolívar en Cajamarca. Lugares que recorrió y disposiciones que impartió. Universidad Ricardo Palma. Editorial Universitaria. Lima. 480 pp. Ilustraciones y croquis.
- 2007: Amazonía Peruana. Historia de la Gobernación y Comandancia General de Maynas. Hoy departamentos de Loreto, San Martín, Ucayali y provincia de Condorcanqui. Siglos XV a mediados del XIX. Fondo Editorial del Congreso de la República - Banco Central de Reserva del Perú - Promperú. Impreso en los Talleres de Litho & Arte Sac. Lima. 600 pp. Abundantes ilustraciones.
- 2008: Economía política y doméstica del Tahuantinsuyo. Compendio de Historia Económica el Perú. I. Economía Prehispánica. Carlos Contreras Editor. Banco Central de Reserva del Perú.- Instituto de Estudios Peruanos. Tarea Asociación Gráfica Educativa. Lima, pp. 315-442.
- 2014: Chachapoyas, frente a la Independencia Política del Perú. Fondo Editorial de la Derrama Magisterial. Lima.[5]
- 2016: Loreto: Departamento y Región (San Martín-Ucayali) 1846-2000. Fondo Editorial de la Universidad Nacional Mayor de San Marcos / Facultad de Ciencias Sociales de la UNMSM. Lima, 556 pp.
- 2018: Miradas etnohistóricas a Cajamarca. Fondo Editorial de la Universidad Nacional Mayor de San Marcos / Facultad de Ciencias Sociales de la UNMSM. Lima, 458 pp.
- 2018: Cajamarca, otras miradas etnohistóricas. Fondo Editorial de la Universidad Nacional Mayor de San Marcos / Facultad de Ciencias Sociales de la UNMSM / Gobierno Regional Cajamarca. Lima, 292 pp.
- 2019: Etnias del imperio de los Incas (3 Vols.). Universidad Ricardo Palma. Editorial Universitaria. Lima - Perú. 1892 pp.

## Premios y distinciones
- Profesor honoris causa por la Universidad Nacional del Centro del Perú. Huancayo, 1977.
- Profesor Honorario de la Universidad Nacional de La Libertad. Trujillo, 1999.
- Premio Internacional concedido en 1988, por la Fundación Conde Garriga de Barcelona (España) al mejor libro publicado sobre historia de la moneda (Artesanos, transacciones, monedas y firmas de pago en el mundo andino. Siglos XV y XVI. Dos tomos. Lima).
- Orden de las Palmas Magisteriales otorgado por el Ministerio de Educación del Perú en el grado de Maestro (Lima, 1990).[cita requerida]
- La Pontificia Universidad Católica del Perú y la revista Caretas, a fines del 2000, incluyó su libro La destrucción del imperio de los incas (1973), entre los 50 mejores textos editados en el Perú durante el siglo XX (Los 50 libros que todo peruano culto debe leer. Lima 2000).
- Premio Nacional y Medalla de Oro concedidos el 14 de mayo del 2003 por el Consejo Superior de Investigaciones de la Universidad Nacional Mayor de San Marcos, en reconocimiento al Mérito Científico como el Investigador más destacado de la Facultad de Ciencias Sociales, en el Área de Humanidades y del Campo de las Letras.
- Certificación de Reconocimiento conferido por la Presidencia del Congreso Nacional y Vicepresidencia de la República de Bolivia: «eminente etnohistoriador y científico peruano, por sus aportes al mejor conocimiento de la realidad histórica de los Andes y la Amazonía Boliviana, en más de 45 años de investigación científica y docencia académica» (La Paz, 2003).
- Medalla de Oro y reconocimiento al mérito científico otorgado por el Consejo Superior de Investigaciones de la Universidad Nacional Mayor de San Marcos, «por haber sido considerado el investigador más destacado en el periodo 2002 - 2003 de la Facultad de Ciencias Sociales, del Área de Humanidades, y del Campo de las Letras». Lima, 13 de mayo del 2004.
- Medalla de Oro y reconocimiento al mérito científico otorgado por el Consejo Superior de Investigaciones de la Universidad Nacional Mayor de San Marcos, «por haber sido considerado el investigador más destacado en el periodo 2003 - 2004 de la Facultad de Ciencias Sociales, del Área de Humanidades, y del Campo de las Letras». Lima, 13 de mayo de 2005.
- Medalla de oro y reconocimiento al mérito científico otorgado por el Consejo Superior de Investigaciones de la Universidad Nacional Mayor de San Marcos, «por haber sido considerado el investigador más destacado en el período 2005 de la Facultad de Ciencias Sociales, del Área de Humanidades, y del Campo de las Letras». Lima, 9 de mayo del 2006.
- Doctor honoris causa otorgado por la Universidad Nacional Hermilio Valdizán de Huánuco (2009).
- Miembro de la Academia Nacional de la Historia , realizado en la sede del Instituto Riva-Agüero (4 de noviembre de 2016).
- Profesor Emérito otorgado por la Universidad Nacional Mayor de San Marcos (2 de agosto de 2018), en la Casona de San Marcos.